# لیوی (کومونه)
لیوی (به ایتالیایی: Leivi) یک کومونه در ایتالیا است که در استان جنوا واقع شده‌است.

## خصوصیات
لیوی ۹٫۹ کیلومترمربع مساحت و ۲٬۲۶۵ نفر جمعیت دارد و ۱۱۸ متر بالاتر از سطح دریا واقع شده‌است.